# La Sonora Matancera
La Sonora Matancera es una orquesta cubana fundada en la década de 1920 en la ciudad de Matanzas.

## Historia

### Inicios
El 12 de enero de 1924, bajo la iniciativa de Valentín Cané y precisamente en su casa se formó el conjunto bajo el nombre de Tuna Liberal, a petición de un partido político local del mismo nombre que solicitó su formación para amenizar sus reuniones y mítines. En sus orígenes era una agrupación en la que prevalecían las cuerdas ya que era el momento del auge del "Son", y para esto se requerían cuatro guitarras acústicas. Su organización fundacional en ese entonces era de la siguiente manera:
- Valentín Cané: tres
- Pablo Vázquez Gobín "Bubú": contrabajo
- Eugenio Pérez: cantante
- Manuel Sánchez "Jimagua": timbalitos
- Ismael Goberna: trompeta
- Domingo Medina: primera guitarra
- José Manuel Valera: segunda guitarra
- Julio Gobín: tercera guitarra
- Juan Bautista Llopis: cuarta guitarra.

En el año de 1926 cambió su nombre al de Septeto Soprano. Ese mismo año acompaña en el coro a Eugenio Pérez, Carlos Manuel Díaz Alonso "Caíto". En 1927 ingresa al grupo Rogelio Martínez Díaz, El gallego, por recomendación de Caíto; más adelante Martínez sería su segundo director. En ese mismo tiempo se le cambia el nombre al conjunto pasando a ser Estudiantina Sonora Matancera. Con mucho deseo de superación en todo, el grupo viaja a La Habana donde se ponen en contacto con la compañía discográfica "RCA Víctor" y hacen su primera grabación el 12 de enero de 1928 en formato de 78 rpm:
| 1928      |                            |                    |
| 12/1/1928 | El Porqué De Tus Ojos      | Valentín Cané      |
| 12/1/1928 | Fuera, Fuera Chino         | José Manuel Valera |
| 12/1/1928 | Cotorrita                  | José Manuel Valera |
| 12/1/1928 | Eres Bella Como El Sol     | Ismael Goberna     |
| 30/1/1928 | A Mi Cuba                  | Valentín Cané      |
| 30/1/1928 | No Te Equivoques Conmigo   | Valentín Cané      |
| 9/2/1928  | De Oriente A Occidente     | Valentín Cané      |
| 9/2/1928  | Matanzas, Tierra del Fuego | Valentín Cané      |
| 1930      |                            |                    |
| 17/2/1930 | Linda Esther               | Ismael Goberna     |
| 17/2/1930 | El Picadillo               | H. Rodríguez       |

Iniciando la década del treinta, la agrupación empezó a adaptarse a los nuevos ritmos que aparecían por la época como también adaptando nuevos instrumentos, es el caso del piano de cola, que fue tocado por primera vez en el conjunto por Dámaso Pérez Prado, quien años después sería el Rey del Mambo. En 1935 la agrupación adopta el nombre de La Sonora Matancera, y presenta con este cambio un nuevo trompetista: Calixto Leicea, quien reemplazó por cuestiones de salud a Ismael Goberna quien meses después fallecería. También ingresó en 1935 José Rosario Chávez "Manteca", quien reemplazó al renunciante "Jimagua" en los timbalitos. Humberto Cané hace su ingreso a la agrupación tocando el tres y su padre Valentín Cané empezó tocando la tumbadora. En 1938 se retira Dámaso Pérez Prado y deja la vacante en el piano a Severino Ramos quien desde 1944 hasta 1957 se convertiría en el principal arreglista musical del conjunto. Sus últimas grabaciones realizadas el 21 de julio de 1944, para esa primera etapa de la RCA Víctor fueron:
| 1944      |                     |                                      |
| 21/7/1944 | Pa' Congrí          | José Claro Fumero - Adolfo Rodríguez |
| 21/7/1944 | Coquito Acaramelado | Calixto Leicea                       |

Durante los primeros años de la década del cuarenta realizan presentaciones en academias de baile, cabarets y en Radio Progreso Cubano. También incluyen en su repertorio guarachas, montunos, entre otros. El 6 de enero de 1944 se integran a la agrupación dos músicos provenientes del conjunto de Arsenio Rodríguez: Lino Frías, que tocaba el piano y entró recomendado por Severino Ramos, y Pedro Knight, que se convirtió en el segundo trompetista de la Sonora Matancera. En el mes de diciembre el director Valentín Cané acepta la recomendación que su hijo Humberto le da sobre Bienvenido Granda para contratarlo como su nuevo vocalista, siendo su primera grabación "La Ola Marina" de Virgilio González, y con él firman un contrato con la naciente casa discográfica "Panart". Hacen grabaciones en este sello, aparte de Bienvenido Granda, Valentín Cané, Israel del Pino, Caíto y Humberto Cané.
A mediados de 1946, el fundador Valentín Cané comienza a tener problemas asmáticos que lo obligan a ir abandonando poco a poco su actividad con la agrupación, dejando el cargo de director a Rogelio Martínez, aunque se le reconoció como "director oficial" hasta 1956, año en que falleció. Antes de que la agrupación firmara su primer contrato de exclusividad con Panart Records grabó otros temas para el sello "Varsity", sin figurar en las etiquetas el nombre de la Sonora Matancera. Aquí destaca la primera versión de "Se Formó la Rumbantela" de Pablo Cairo, "Tumba Colorá" y "El Cinto De Mi Sombrero". Participan en estos números Bienvenido Granda y Humberto Cané.
La agrupación ya consolidada estuvo integrada por el siguiente personal:
- Trompetas: Calixto Leicea y Pedro Knight
- Contrabajo: Pablo Vázquez Gobín "Bubú, quien desde 1952 comenzó a alternar el puesto con su hijo Raymundo Elpidio Vázquez quien años más tarde lo sustituiría definitivamente
- Piano: Ezequiel Frías Gómez "Lino"
- Timbalitos, bongó y campana: José Rosario Chávez "Manteca"
- Tumbadora: Ángel Alfonso Furias "Yiyo"
- Guitarra y coro: Rogelio Martínez Díaz
- Maracas y coro: Carlos Manuel Díaz Alonso "Caíto"
- Claves y coro: Bienvenido Granda

### La Época de Oro
Los años comprendidos entre 1947 y 1959 son considerados la época de oro de la Sonora Matancera.
En 1947 firman para el sello discográfico "Stinson" con el nombre de Conjunto Tropicavana debido a que ya tenían un contrato firmado para la Panart y dicha casa discográfica poseía la exclusividad de Sonora Matancera, y para evitar líos judiciales, lo cambiaron por "Tropic Habana", abreviado por Tropicavana. En esos tensos pero a la vez sustanciosos momentos ingresan los cantantes Miguel d'Gonzalo, Alfredito Valdés y Bienvenido León.
En 1948, la vacante dejada dos años antes por Valentín Cané en la tumbadora, es suplida por un nuevo integrante, Ángel Alfonso Furias "Yiyo". En octubre se integra a la Sonora Matancera uno de sus vocalistas más recordados y al primer cantante de talla internacional que tendría el conjunto, Daniel Santos. Santos fue un afamado cantante boricua que ya poseía una larga trayectoria y amplio renombre antes de llegar a Cuba, el primer tema que grabó con la Sonora fue el bolero "Se Vende una Casita" de su compatriota, el compositor Pedro Flores.
Se suma en 1949 la primera vocalista femenina del grupo, Myrta Silva, renombrada intérprete puertorriqueña, quien ejecutó la guaracha "Loca" de Maximino Rivera. También graban por pocos meses con el sello discográfico "Cafamo", firmando posteriormente para Ansonia Records. Bienvenido Granda graba 22 canciones, siendo la primera "Se Rompió el Muñeco", del compositor José González Giralt. Terminadas de grabar se cierra contrato con la casa discográfica. En 1950, aparece nuevamente RCA Víctor, con la cual grabó Daniel Santos, y al terminar no volvieron a dejar registro musical en dicha disquera. Paradójicamente luego de seis años terminan su contrato de exclusividad con Panart.
Algunos de los éxitos de la agrupación en esa época fueron:
| Fecha       | Canción                  | Intérprete        | Autor                                    |
| ----------- | ------------------------ | ----------------- | ---------------------------------------- |
| 1945 a 1950 |                          |                   |                                          |
| 1944        | Echa pa' Allá Chico      | Bienvenido Granda | Calixto Leicea                           |
| 1946        | El Pin Pin               | Bienvenido Granda | Luciano "Chano" Pozo                     |
| 1946        | Vamos a ver la Rueda     | Bienvenido Granda | Calixto Leicea                           |
| 1944        | La Bamba Alegre          | Israel del Pino   | Luis Martínez Serrano                    |
| 1947        | El Dedo Gordo            | Alfredito Valdés  | Jacobo Morcillo/Fernando García Morcillo |
| 1948        | Hay que Vivir el Momento | Miguel d'Gonzalo  | Miguel Ángel Valladares                  |
| 1948        | Boda Gris                | Bienvenido Granda | Plácido Acevedo                          |
| 1949        | En el Tíbiri Tábara      | Daniel Santos     | Pablo Cairo                              |
| 1949        | Lo de Moda               | Bienvenido Granda | Ernestina Suárez de Leicea               |
| 1949        | Que Corto es el Amor     | Myrta Silva       | Myrta Silva                              |
| 1950        | Carolina Cao             | Daniel Santos     | D.A.R                                    |

Pero vendría una nueva empresa discográfica en la cual permanecieron unos largos y fructíferos quince años, de la propiedad de Sidney Seegel: SEECO Records. Su primer tema para esta nueva compañía sería la guaracha " Tocando Madera" de la inspiración de Tony Fergo y cantado por Bienvenido Granda el 25 de noviembre de 1949. La Matancera hizo múltiples presentaciones en vivo, varias de ellas grabadas en archivos sonoros que hicieran en "Radio Progreso" y "Radio C.M.Q". Su programa radial era "Cascabeles Candado" desde mediados de la década del cuarenta hasta finales de los cincuenta. Existe una gran cantidad de cantantes que han hecho historia dentro y fuera de la Sonora Matancera, de los cuales la más significativa y destacada es Celia Cruz, que comenzó a cantar con el conjunto siendo muy joven reemplazando a la saliente Myrta Silva, siendo su primer tema grabado el 15 de diciembre de 1950 "Cao, Cao Maní Picao" de José Carbó Menéndez. También afamó temas como "Burundanga" de Óscar Muñoz Bouffartique, "Yerbero Moderno" de Néstor Milí, "Rock and Roll" de Frank Domínguez, o el bolero-mambo "Tu voz", de Ramón Cabrera. Celia Cruz permanecería con la Sonora Matancera hasta 1965.
1951 fue un año muy significativo y prolífico para la agrupación matancera que pudo integrar a sus filas como cantantes invitados, a varias importantes voces. Uno de los más recordados fue el ingreso de Miguelito Valdés, quien el 8 de junio grabó su primer tema, la rumba "Se Formó el Rumbón", de la autoría de Calixto Leicea. Además, también en 1951 se integró el argentino Leo Marini, quien hace su primera grabación, el bolero-mambo "Luna Yumurina", de la inspiración de Luis Reyes y Severino Ramos. También ingresa el 25 de marzo Raúl del Castillo, grabando el bolero-mambo "Luna de Miel" de Julio Blanco Leonard el 5 de marzo; Gloria Díaz también con el bolero-mambo "Ay, mi Vida" de Gabriel Luna de la Fuente. El 15 de octubre, Manuel Licea "Puntillita" se une al grupo grabando su guaracha "El Gallo, la gallina y el caballo" de José Carbó Menéndez.
1952 también es un año importante para la Sonora Matancera pues por invitación de Celia Cruz, se integró como cantante invitada el 26 de agosto Martha Jean Claude, quien grabó precisamente al lado de Celia Cruz su único tema, el merengue haitiano "Choucouné". Lo mismo el 5 de marzo, solo por ese día, graba Pepe Reyes su bolero "Cuando Mueren las Palabras" de los compositores Giraldo Piloto y Alberto Vera. El 1 de abril grabó su primer tema el fabuloso cantante/compositor puertorriqueño Bobby Capó con la Sonora Matancera, el montuno de Severino Ramos-Walfrido Guevara, "Dengue".
En 1953 Daniel Santos dejó parcialmente la agrupación, fue el último año en que grabaron en estudio, pero las presentaciones en vivo se extenderían por muchas décadas más, hasta la misma muerte de Daniel. Ese binomio fue fructífero en ambos sentidos: Daniel dominó la escena musical durante al menos década y media, y la Sonora se hizo famosa internacionalmente al integrarlo a sus filas, principalmente por las grabaciones y actuaciones en vivo que se hicieron durante esos años. Ese mismo año entra en sustitución de Daniel Santos el cantante colombiano Nelson Pinedo y hace su primera grabación con la Sonora el 19 de octubre: ¿Quién Será?, bolero-mambo del mexicano Pablo Beltrán Ruiz. El 3 de noviembre Vicentico Valdés graba la guaracha de Reineiro Martínez "Yo no soy Guapo".
Al año siguiente el 9 de febrero de 1954, Bienvenido Granda dejaría el sitio de cantante de planta de la Sonora Matancera después de casi quince años de permanencia, su última grabación con la agrupación fue la guaracha "Sujétate la lengua" del compositor Eloy Oliva. Existen tres versiones acerca de su salida de la agrupación: se dijo que se molestó porque Rogelio estaba utilizando a otros cantantes para interpretar sus temas sin tenerlo en cuenta; también que en Colombia le habían ofrecido un jugoso contrato que aceptó sin consultar a Rogelio Martínez y que este optó por dejarlo fuera; y finalmente que el rompimiento no fue tan agradable debido a problemas personales entre el representante de Bienvenido y Rogelio Martínez, dejando al grupo sin cantante de un momento a otro. Como quiera que hubiera sido, siguieron interpretando en vivo sus grabaciones en aquellos sitios donde fueron contratados juntos. El 18 de mayo ingresa el cantante Rodolfo Hoyos grabando el bolero "Convencida" de Lino Frías. En junio ingresa quien se planeaba fuera el sustituto de Bienvenido Granda como cantante de planta y que formaría parte del coro, Laíto Sureda, quien graba su primera guaracha "Cancaneíto Can", de la autoría de Gastón Palmer. El 16 de agosto ingresa el dominicano Alberto Beltrán, ejecutando el bolero de su compatriota Luis Kalaff "Aunque me cueste la vida", y el 16 de noviembre grabó el número que mayor regalías le dio, El Negrito del Batey de Medardo Guzmán. Lo mismo hacen ingresando el 9 de septiembre, el matrimonio Olga Chorens y Tony Álvarez debutando con el porro Linda caleñita, de la inspiración del compositor colombiano Lucho Bermúdez.
El 4 de abril de 1955 ingresa a la Sonora la cantante puertorriqueña Carmen Delia Dipiní, grabando el bolero de Humberto Jauma "Si no vuelves". En febrero de 1955 la Sonora hizo una gira en Colombia y allí descubren a Carlos Argentino invitándolo a viajar a la isla, así fue como el 17 de agosto grabó su primer tema, el bolero-tango de Aníbal Troilo "Una Canción".
Algunas de las canciones consagradas en ese lustro de la agrupación:
| Fecha       | Canción                           | Intérprete          | Autor                               |
| ----------- | --------------------------------- | ------------------- | ----------------------------------- |
| 1950 a 1955 |                                   |                     |                                     |
| 26/1/1950   | Sólo Contigo                      | Bienvenido Granda   | Antonio López Martín                |
| 10/5/1950   | Rumbero, vamos a la Rumba         | Daniel Santos       | Daniel Santos                       |
| 18/11/1950  | El Mambo es Universal             | Daniel Santos       | Daniel Santos/Julio Blanco Leonard  |
| 31/1/1951   | Angustia                          | Bienvenido Granda   | Orlando Brito                       |
| 8/6/1951    | Se Formó el Rumbón                | Miguelito Valdés    | Calixto Leicea                      |
| 8/6/1951    | Zambelé                           | Miguelito Valdés    | Jesús Martínez Leonard              |
| 15/9/1951   | Ritmo, Tambó y Flores             | Celia Cruz          | José Vargas                         |
| 15/10/1951  | El Gallo, la Gallina y el Caballo | Manuel Licea        | José Carbó Menéndez                 |
| 5/12/1951   | Ba baé                            | Bienvenido Granda   | Rogelio Martínez                    |
| 15/12/1951  | El Preso                          | Daniel Santos       | Daniel Santos                       |
| 5/3/1952    | Destino                           | Gloria Díaz         | Alberto Domínguez                   |
| 1/4/1952    | Dengue                            | Bobby Capó          | Severino Ramos/Walfrido Guevara     |
| 25/5/1952   | Tu Corazón es para Mí             | Hermanas Lago       | Severino Ramos/Luis Reyes           |
| 2/4/1952    | Piel Canela                       | Bobby Capó          | Félix Rodríguez Capó                |
| 24/6/1952   | Tu Voz                            | Celia Cruz          | Ramón Cabrera                       |
| 18/11/1952  | Amor de Cobre                     | Leo Marini          | José González Giralt                |
| 18/11/1952  | Maringá                           | Leo Marini          | Joubert de Carvalho/Manuel Salina   |
| 21/4/1953   | El Juego de la Vida               | Daniel Santos       | Raymond Medina                      |
| 21/4/1953   | El Corneta                        | Daniel Santos       | Daniel Santos                       |
| 15/6/1953   | Burundanga                        | Celia Cruz          | Óscar Muñoz Bouffartique            |
| 1/8/1953    | "P" de Parada                     | Bienvenido Granda   | Daniel Santos                       |
| 9/10/1953   | ¿Quién Será?                      | Nelson Pinedo       | Pablo Beltrán Ruiz                  |
| 13/11/1953  | Yo no soy Guapo                   | Vicentico Valdés    | Reineiro Martínez                   |
| 9/2/1954    | Momposina                         | Nelson Pinedo       | José Barros                         |
| 1/4/1954    | Cualquiera Resbala y Cae          | Laíto Sureda        | Jesús Martínez Leonard              |
| 1/4/1954    | Pa' la Paloma                     | Celia Cruz          | Aurelio Machín                      |
| 22/6/1954   | Mis Noches sin Ti                 | Olga Chorens        | Demetrio Ortiz/María Teresa Márquez |
| 22/6/1954   | Margarita                         | Tony Álvarez        | Tony Álvarez                        |
| 22/6/1954   | Amor a la Fuerza, No              | Rodolfo Hoyos       | Pablo Cairo                         |
| 16/9/1954   | Aunque me cueste la Vida          | Alberto Beltrán     | Luis Kalaf Pérez                    |
| 16/11/1954  | Cañonazo                          | Laíto Sureda        | Evaristo Aparicio                   |
| 22/3/1955   | Goza Negra                        | Celia Cruz          | Bienvenido Fabián                   |
| 4/4/1955    | Delirio                           | Carmen Delia Dipiní | Ramón Cabrera                       |
| 21/4/1955   | Yambú pa' Gozar                   | Laíto Sureda        | Mario Luis Hernández                |
| 20/6/1955   | El Muñeco de la Ciudad            | Nelson Pinedo       | Adrián Pérez                        |
| 17/8/1955   | Las Muchachas                     | Carlos Argentino    | Luis María Frómeta                  |

Otro cantante del grupo fue Celio González, quien ya tenía una trayectoria dentro de la isla. Ingresó a la agrupación el 23 de mayo de 1956, ejecutando su primera canción en el estudio, el bolero-rítmico de Nelson Navarro "Quémame los ojos". Además, formó parte del coro junto a Rogelio, Caíto y Laíto, tocando también el güiro. Permaneció como cantante de planta de la Sonora hasta 1965. Durante esa etapa Laíto se retira del conjunto.
En 1957 la Sonora Matancera hace una gira por Perú, Chile y Argentina, llevando como cantantes a Celio González y Carlos Argentino, regresando después de exitosas presentaciones. Ese mismo año se retiran dos integrantes fundamentales, su arreglista musical, Severino Ramos, y el percusionista José Rosario Chávez "Manteca", por cuestiones de salud. En su reemplazo ingresa el percusionista Simón Domingo Esquijarroza, "Minino". El puesto de arreglista principal fue ocupado por Javier Vázquez, hijo de Pablo "Bubú" Vázquez. El 22 de febrero, el cantante Johnny López graba la chomba-calypso "Linstead Market". Y el 6 de agosto el uruguayo Chito Galindo graba el bolero Consuélame, de la autoría de Julio Blanco Leonard.
En 1958 graban con la Sonora Matancera y se retiran Nelson Pinedo, Vicentico Valdés y Leo Marini. El 23 de enero, el venezolano Víctor Piñero graba la guaracha de Porfirio Jiménez "No quiero nada con su mujer". Lo mismo hace Reynaldo Hierrezuelo, conocido como Rey Caney, el 26 de octubre graba su primer tema, el bolero de su autoría "Quiero emborracharme". Ese año se produjo el triunfo de la Revolución Cubana, ingresando como gobernante Fidel Castro Ruz. Muchos de los artistas famosos o se exiliaron o cesaron sus actividades para dedicarse a otros rubros. Ese mismo año se retiran Carlos Argentino y Celio González, quedando solo como cantante de planta de la agrupación Celia Cruz.
A lo largo de la década de 1950, en los programas en vivo que tenían en Radio Progreso y C.M.Q., actuaron diversos cantantes que no llegaron a realizar grabaciones en un estudio con la Sonora. Solo hicieron actuaciones en vivo. Es el caso de Orlando Vallejo, Sarita Arceo, Tito Cortés, Caridad Cuervo, Polito Galíndez y Manolo Barquín, entre otros. En una visita que realizó a Cuba en 1955, Pedro Vargas cantó a dúo con Celia Cruz el bolero "Obsesión" que hiciera famoso Daniel Santos. A principios de los años 1960, en una actuación de La Sonora Matancera en el programa "El Estudio Raleigh de Pedro Vargas" cuando ya residían en México, cantaron juntos el tema "Por dos caminos" que hiciera famoso Bienvenido Granda. Por otro lado, se dice que Benny Moré también actuó en vivo con el conjunto, no pudiendo grabar porque pertenecían a distintas casas disqueras, sin embargo, Rogelio Martínez, Calixto Leicea y Alfredo "Chocolate" Armenteros (primo de Benny Moré y primer director de la "Banda Gigante de Benny Moré") aseguran que sí actuaron en vivo. Al respecto, Pedro Knight (entonces trompetista de la Sonora y después mánager y esposo de Celia Cruz) señaló que el mismo "Chocolate" fue invitado como tercer trompeta para la actuación que se hizo durante el programa de "Cascabeles Candado"; sobre el asunto Elpidio Vázquez (bajista de la Sonora) ha declarado que se agregaron también dos saxofones para reforzar los vientos, y también participó "Chicho", el bongosero de Benny Moré y así en conjunto (de acuerdo con declaraciones de Calixto Leicea entonces primer trompeta de La Sonora) interpretaron en vivo el tema "Mucho corazón". El último disco de la Sonora Matancera grabado en Cuba fue realizado el 10 de mayo de 1960 y lo ejecutó Celia Cruz.
| Fecha       | Canción                   | Intérprete       | Autor                               |
| ----------- | ------------------------- | ---------------- | ----------------------------------- |
| 1956 a 1959 |                           |                  |                                     |
| 30/1/1956   | La Merenguita             | Celia Cruz       | Eridania Mancebo                    |
| 5/3/1956    | En el Cachumbambé         | Carlos Argentino | Rosendo Ruiz, Jr.                   |
| 3/5/1956    | Vallán Vallende           | Celia Cruz       | Senén Suárez                        |
| 5/10/1956   | Cerca del Río Grande      | Carlos Argentino | Jorge D. Monsalve                   |
| 9/11/1956   | Ay!, Cosita Linda         | Carlos Argentino | Francisco Galán                     |
| 23/1/1957   | Amor sin Esperanza        | Celio González   | Luis Kalaff                         |
| 23/1/1957   | Te Engañaron Corazón      | Nelson Pinedo    | Sally Newman                        |
| 24/4/1957   | Y no me Engañes Más       | Celio González   | José Slater Badán                   |
| 22/5/1957   | La Sopa en Botella        | Celia Cruz       | Senén Suárez                        |
| 22/5/1957   | El Novio Celoso           | Carlos Argentino | Agustín Ribot                       |
| 8/6/1957    | Queridos Padres           | Chito Galindo    | Juan Carlos Speciali/Atilio DiFonzo |
| 5/11/1957   | La Mamá y la Hija         | Carlos Argentino | Luis Kalaff                         |
| 16/1/1958   | Río Manzanares            | Víctor Piñero    | José Antonio López                  |
| 18/1/1958   | Besito de Coco            | Celio González   | Ismael Rivera                       |
| 18/1/1958   | Oye Mima                  | Celio González   | Sergio González Siaba               |
| 10/1/1958   | Ave María Lola            | Carlos Argentino | Sergio González Siaba               |
| 5/2/1958    | La Esquina del Movimiento | Nelson Pinedo    | Senén Suárez                        |
| 12/2/1958   | El Vaquero                | Nelson Pinedo    | José Barros                         |
| 6/2/1958    | La Cumbanchera de Belén   | Celia Cruz       | Enriqueta Gilva                     |
| 20/6/1958   | En el Balcón Aquel        | Celio González   | Leopoldo Ulloa                      |
| 8/11/1958   | Yo Vivo mi Vida           | Leo Marini       | Federico Baena                      |
| 8/11/1958   | Caribe Soy                | Leo Marini       | Luis Alday                          |
| 18/12/1958  | Los Aretes de la Luna     | Vicentico Valdés | José Dolores Quiñones               |
| /1/1959     | Intruso Corazón           | Celio González   | Agustín Ribot                       |
| 15/5/1959   | Por tu puerta no paso más | Carlos Argentino | Aurelio Machín                      |
| /1/1959     | Baila mi Rumba            | Celio González   | Pedro Ramos                         |
| /12/1959    | La Pachanga               | Carlos Argentino | Eduardo Davidson                    |
| /7/1959     | Sin Reproche              | Celio González   | Ricardo García Perdomo              |

### Salida de Cuba
El 15 de junio de 1960, salieron de Cuba para cumplir con un jugoso contrato que tenía la Sonora Matancera y viajan a la Ciudad de México, sin saber que jamás volverían a su país. De acuerdo con declaraciones que hiciera Celia Cruz, el director del grupo Rogelio Martínez era el único que sabía que era un viaje sin regreso a la isla. Jamás volvieron a Cuba, después de esa salida. En la isla se quedó el percusionista "Minino", que había renunciado al puesto, por lo que la vacante estaba disponible. En ese viaje también estaba Celia Cruz. Luego ingresan a la agrupación Willy Rodríguez, "El Baby", grabando su primer tema el 13 de agosto, el bolero de Javier Vázquez "Estoy Loco". Lo mismo hace Alberto Pérez con su primera grabación, el bolero de Humberto Jama "Yo no sé qué me pasa", el 13 de julio. En 1961, se reincorpora Celio González y se une al grupo Emilio Domínguez "El Jarocho", grabando su primer tema el 10 de octubre, el porro-merengue de Lucho Bermúdez "Nochebuena". Ingresa a la agrupación como percusionista Mario Muñoz "Papaíto". En esos tiempos grabaron discos fuera de Cuba.
En 1962, Víctor Piñero graba "Puente sobre el Lago" para conmemorar la inauguración del puente General Rafael Urdaneta.
En 1965, año difícil para la Sonora Matancera ya que se retiran definitivamente como cantantes estelares Celio González y Celia Cruz.
En 1966 se retiran Willy Rodríguez y el trompetista Pedro Knight en 1967.
También en 1966 culminan su contrato para la Seeco Records. Ingresan para ese año con un nuevo estilo para su propio sello M.R.V.A. e ingresan los cantantes Elliot Romero, Justo Betancourt, Máximo Barrientos, Tony Díaz.
En 1967 entra como segunda trompeta Ramón Emilio Aracena "Chiripa" que se queda hasta 1971. También ingresan las cantantes Linda Leida y Gladys Julio. Kary Infante entra en 1968.
En el año 1969 se incorpora Roberto Torres "El Caminante", quien no hizo grabaciones en un estudio con los matanceros, solo hizo grabaciones en vivo.
Para inicios de 1970 se retiran todos los cantantes ingresados desde 1966, quedando solamente Camilo Rodríguez, también se reincorporan por breve tiempo algunas de las voces legendarias del conjunto como Leo Marini, Celio González y Carlos Argentino para realizar nuevas producciones musicales grabadas con Orfeón en México.
En 1971 ingresa Eladio Peguero Vega, más conocido como "Yayo el Indio", como cantante de planta de la agrupación. Del mismo modo ingresó como trompetista "Saúl Torres" en sustitución de Chiripa.
En 1973 se suma al grupo Welfo Gutiérrez quien permanecería como cantante hasta 1976.
En 1974 la célebre cantante mexicana Toña La Negra realiza dos grabaciones con La Sonora Matancera. En ese año sale del grupo el trompetista Saúl Torres y es sustituido por Nelson Feliciano, que sale de La Sonora a inicios de 1976, a su vez reemplazado por Hilario Dorval.
En 1976 por problemas de salud abandona el conjunto el mítico pianista Lino Frías y es reemplazado por Javier Vázquez. Desde finales de 1975 se sabía que Welfo Gutiérrez salía como cantante de la Sonora y gracias a las recomendaciones del trompetista Nelson Feliciano y del cantante "Yayo el Indio", en enero de 1976 Rogelio Martínez integró como cantante a Jorge Maldonado. Varios trompetistas durante esta década desfilaron por la Sonora. Es el caso de Hilario Dorval, que ingresa en 1975, reemplazando a Nelson Feliciano hasta 1977 y desde 1975 a 1977 la tercera trompeta que fue ejecutada por Raymond González. En 1977 ingresa Alfredo "Chocolate" Armenteros y permanece hasta 1980.
Para el año 1977 Miguelito Valdés vuelve a grabar con la agrupación. En 1978 Calixto Leicea deja de grabar pero continúa acompañando la agrupación.
En la década de 1980 la Sonora Matancera pierde la originalidad que por tantos años la caracterizó, dando paso a la modernidad del sonido, electrizando el bajo y el piano. También se dieron dos reencuentros emotivos y el retiro en 1980 de Ángel Alfonso Furias "Yiyo", reemplazándolo en la tumbadora Alberto Valdés.
En 1981, la Sonora firma con Fania Records, quienes los incluyen en su nueva filial llamada Bárbaro Records y en la cual permanecen hasta 1984. Justo Betancourt retorna en 1981 grabando un disco de larga duración, y en 1982, se reencuentran emotivamente Celia Cruz y la Sonora Matancera, grabando también una larga duración que titularon "Feliz encuentro". Ingresa solo por ese año como cantante Cali Alemán. Hubo también artistas de renombre invitados, es el caso de Johnny Pacheco quien participa en el tema "El Tornillo", del álbum Tradición, grabado en 1983 con la voz principal de "Yayo el Indio", y en 1984 graba un disco con la Sonora Ismael Miranda, una de las voces más reconocidas de Fania all Stars.
Para la ocasión de los 65 años de fundación de la Sonora Matancera se celebró en el Central Park de Nueva York el 1 de julio de 1989, con la integración de Gilda Mirós, de todos los componentes con vida de la Sonora Matancera como también de sus cantantes. También grabaron las presentaciones que tuvieron en el Carnegie Hall. Sería la última vez que todos se juntaban en conciertos. Se presentaron cantando Celia Cruz, Daniel Santos, Vicentico Valdés, Alberto Beltrán, Nelson Pinedo, Celio González, Leo Marini, Alberto Pérez, Bobby Capó, Carlos Argentino, Jorge Maldonado, Welfo Gutiérrez, Roberto Torres, "Yayo el Indio" y desde luego Carlos Manuel Alfonso Díaz "Caíto" y Rogelio Martínez Díaz. En diciembre de ese año fallecería Bobby Capó.
En 1990 hicieron presentaciones en junio en Cali, pero en septiembre fallece una de las piedras angulares del conjunto, Caíto, y entra en su reemplazo Fernando Lavoy. En 1993 retorna Willy Rodríguez, y graban su última producción, "De Nuevo México", donde participa como invitado Adalberto Santiago. Yayo el indio se retira al año siguiente. A partir de ese momento se empezaron los preparativos para la celebración del 75 aniversario de la agrupación. El 13 de mayo de 2001 falleció el segundo director Rogelio Martínez y se asumía que la Sonora Matancera llegaría a su fin.
Sin embargo, dos años después, en 2003, el pianista y, desde 1955, arreglista del conjunto, Javier Vásquez Lauzurica, hijo del cofundador del grupo Pablo Vásquez "Bubú" y hermano del bajista de la Sonora, Raymundo Elpidio Vásquez Lauzurica, decide dejar a un lado otros proyectos y en acuerdo con Rogelio Martínez Jr., decide tomar la batuta del conjunto y asume la dirección del mismo. Fijó la residencia del grupo en Las Vegas, Nevada, y desde allí continúa con una labor que inició hace casi 100 años.
En el año 2009 lanzaron un nuevo disco con algunos temas viejos del conjunto y temas inéditos en un trabajo que titularon Hay Sonora pa' rato. Su principal vocalista es el boricua Darío Rosado.

## Discografía
SEECO Records
| Serie     | Título                                                  | Año de producción |
| SCLP 9058 | One Night in Rio                                        | 1955              |
| SCLP 9053 | One Night in Havana                                     | 1955              |
| SCLP 9060 | One Night in Caracas                                    | 1955              |
| SCLP 9062 | Nelson Pinedo Sings                                     | 1955              |
| SCLP 9065 | Bienvenido Granda Sings                                 | 1956              |
| SCLP 9066 | Daniel Santos Sings / "El Corneta"                      | 1956              |
| SCLP 9067 | Celia Cruz Sings                                        | 1956              |
| SCLP 9070 | Carmen Delia Dipini Sings                               | 1956              |
| SCLP 9071 | Leo Marini Sings / "Argentinan's Famous Troubadour"     | 1956              |
| SCLP 9072 | Dance to Sonora Matancera                               | 1956              |
| SCLP 9087 | Miguelito Valdés Sings                                  | 1957              |
| SCLP 9100 | Carlos Argentino Sings                                  | 1957              |
| SCLP 9101 | Cuba's Queen of Rhythm                                  | 1958              |
| SCLP 9104 | That Latin Beat                                         | 1957              |
| SCLP 9108 | The Golden Record                                       | 1958              |
| SCLP 9116 | Invites you to Dance                                    | 1957              |
| SCLP 9120 | Parade of Stars                                         | 1958              |
| SCLP 9122 | The Best of Daniel Santos                               | 1958              |
| SCLP 9123 | The Best of Bienvenido Granda                           | 1958              |
| SCLP 9124 | The Best of Celia Cruz                                  | 1958              |
| SCLP 9126 | Here Comes Sonora Matancera                             | 1958              |
| SCLP 9127 | I Sing for You                                          | 1958              |
| SCLP 9128 | Reminiscing                                             | 1958              |
| CELP 432  | Cuba's Foremost Rhythm Singer Celia Cruz                | 1958              |
| SCLP 9135 | El Rítmico Nelson                                       | 1958              |
| SCLP 9136 | La Incomparable Celia                                   | 1958              |
| SCLP 9148 | Sonora Matancera Spotlights: Daniel Santos "Anacobero"  | 1959              |
| SCLP 9151 | Grandes Éxitos de la Sonora Matancera                   | 1959              |
| SCLP 9154 | Vicentico Valdés con la Sonora Matancera                | 1959              |
| SCLP 9156 | La Sonora Matancera...Llegó                             | 1959              |
| SCLP 9157 | Navidades con la Sonora                                 | 1958              |
| SCLP 9171 | Su favorita Celia Cruz                                  | 1959              |
| SCLP 9172 | El inimitable Carlos Argentino                          | 1959              |
| SCLP 9175 | El disco de oro Vol.2 - The Golden Record II            | 1959              |
| SCLP 9177 | Más éxitos de la Sonora Matancera                       | 1959              |
| SCLP 9189 | Los últimos de Celio González                           | 1960              |
| SCLP 9191 | En el aire Carlos Argentino                             | 1960              |
| SCLP 9192 | La dinámica Celia Cruz                                  | 1960              |
| SCLP 9200 | Reflexiones de Celia Cruz                               | 1960              |
| SCLP 9203 | Sonora Matancera en México                              | 1960              |
| SST 3     | Álbum aniversario                                       | 1961              |
| SCLP 9206 | Celebremos Nochebuena con Sonora Matancera              | 1961              |
| SCLP 9207 | Canciones premiadas de Celio González                   | 1961              |
| SCLP 9213 | Escucha mis canciones                                   | 1961              |
| SCLP 9215 | Canciones premiadas de Celia Cruz                       | 1961              |
| SCLP 9223 | ¿Quién será?                                            | 1962              |
| SCLP 9225 | Duelo Musical: Sonora Matancera vs. Cortijo y su Combo  | 1961              |
| SCLP 9227 | México que Grande Eres                                  | 1961              |
| SCLP 9229 | Los Reyes del Ritmo                                     | 1961              |
| SCLP 9234 | Sarará                                                  | 1962              |
| SCLP 9243 | La Tierna, Conmovedora, Bamboleadora                    | 1963              |
| SCLP 9254 | Sonora Matancera en Puerto Rico                         | 1963              |
| SCLP 9264 | La Primera y la Única                                   | 1964              |
| SCLP 9267 | Canciones Inolvidables de Celia Cruz / "La Guagua"      | 1964              |
| SCLP 9271 | Sabor y Ritmo de Pueblos                                | 1965              |
| SCLP 9284 | Algo Especial por la Sonora Matancera                   | 1967              |
| SSD 1001  | 40 Años de la Sonora Matancera                          | 1965              |
| SCLP 9282 | Presentando el Nuevo Sonido Fabuloso                    | 1965              |
| SSD 4001  | 50 Años de la Sonora Matancera                          | 1974              |
| SCLP 9304 | Lo Esperado!!...Reminiscencias Vol.2                    | 1971              |
| SCLP 9335 | ¡El Único! Alberto Beltrán                              | 1961              |
| SCLP 9350 | Se Formó el Rumbón: Vicentico Valdés & Miguelito Valdés |                   |
| SCLP 9356 | Bobby Capó con la Sonora Matancera                      |                   |
| SCLP 9359 | Puro Cañonazo!: Laíto Sureda                            |                   |

MRVA Records
| Serie     | Título                                        | Año de producción |
| MRVA 1001 | La Niña de Guatemala en Ritmo de Guantanamera | 1968              |
| MRVA 1002 | Sonora Boogaloo                               | 1968-1969         |
| MRVA 1003 | Dama Rebelde                                  | 1969              |
| MRVA 1004 | Lo Nuevo de Carlos Argentino                  | 1971              |
| MRVA 1005 | El Carnaval de la Matancera                   | 1972              |
| MRVA 1006 | Continuación de Reminiscencias                | 1969              |

Orfeón
| Serie  | Título                                        | Año de producción |
| JM 152 | Ritmos Candentes en el Cincuentenario         | 1974              |
| JM 153 | Grabaciones Especiales para el Cincuentenario | 1975              |
| JM 233 | Míster Babalú - Miguelito Valdés              | 1977              |
| JM 283 | Fiesta - 55 Años de la Sonora Matancera       | 1979              |

Bárbaro Records
| Serie   | Título                                   | Año de producción |
| JMB 207 | Justo Betancourt con la Sonora Matancera | 1981              |
| JMB 212 | Feliz Encuentro con Celia Cruz           | 1982              |
| JMB 211 | Tradición                                | 1983              |
| JMB 632 | Ismael Miranda con la Sonora Matancera   | 1984              |

Warner Music Latina
| Serie    | Título                           | Año de producción |
| WEA 4509 | Sonora Matancera De nuevo México | 1993              |

Taurus Records
| Serie  | Título                                   | Año de producción |
| T 7030 | Live From Carnegie Hall 65th Celebration | 1989              |

### En otros estudios de grabación
PANART Records
| Serie   | Título                                       |
| LP 2014 | Daniel Santos con la Sonora Matancera Vol. 1 |
| LP 2061 | Sonora Matancera Para Coleccionistas         |
| LP 2076 | Daniel Santos con la Sonora Matancera Vol. 2 |
| LP 2087 | La Sonora Matancera con Bienvenido Granda    |

STINSON Spanish Records
| Serie  | Título                                                         | Año de producción |
| SLP 92 | Sonora Matancera (Bienvenido Granda - Miguel de Gonzalo)       | 1976              |
| SLP 95 | Se Formó la Rumbantela (Bienvenido Granda - Miguel de Gonzalo) | 1976              |
| SLP 97 | Romance del Campesino (Bienvenido Granda)                      | 1976              |
| SLP 99 | Traigo un Tono (Bienvenido Granda)                             | 1976              |

ANSONIA Records
| Serie    | Título                                    | Año de producción |
| ALP 1225 | Sonora Matancera Canta: Bienvenido Granda | 1973              |
| ALP 1231 | En Tu Busca                               | 1975              |

RCA Víctor
| Serie      | Título                                                          | Año de producción |
| FSP 230(e) | La Época de Oro: Daniel Santos con la Orquesta Sonora Matancera | 1969              |

Varsity Records
| Serie    | Título       | Año de producción |
| VAR 6989 | Latin Rhythm |                   |

Discos Fuentes
| Serie     | Título                          |
| LP 214084 | Glorias Musicales del Ayer      |
| LP 214094 | Algo Especial                   |
| LP 214102 | De Fiesta                       |
| LP 214132 | 50 Años                         |
| LP 217330 | Recordando a Cuba (Vol. 1)      |
| LP 219154 | Recordando a Cuba (Vol. 2)      |
| LP 237330 | Boleros para el Recuerdo        |
| LP 419113 | De Lujo para los Coleccionistas |

### Otros discos
| Serie     | Título                                                              | Discográfica          |
| SSS 3006  | Mi Diario Musical Leo Marini                                        | Seeco Records         |
| SSS 3005  | Mi Diario Musical Bienvenido Granda                                 | Seeco Records         |
| SSS 3003  | Mi Diario Musical Daniel Santos                                     | Seeco Records         |
| SSS 3001  | Mi Diario Musical Celia Cruz                                        | Seeco Records         |
| SSS 3002  | Mi Diario Musical Vicentico Valdés                                  | Seeco Records         |
| SCLP 2007 | La Ternura con la Sonora Matancera                                  | Seeco Records         |
| SCLP 2026 | Más Ternura con la Sonora Matancera                                 | Seeco Records         |
| SP 4002   | Viaje Musical por el Caribe Vol. 1                                  | Seeco Records         |
| SP 4003   | Viaje Musical por el Caribe Vol. 2                                  | Seeco Records         |
| SSS 3000  | 30 Años - Álbum Aniversario                                         | Seeco Records         |
| SCLP 2630 | 65 Años de la Sonora Matancera                                      | Seeco Records         |
| SCCD 9050 | La Voz y el Sentimiento de Leo Marini                               | Seeco Records         |
| SCLP 9243 | El Bigote que Canta                                                 | Seeco Records         |
| SCLP 9284 | Algo Especial por la Sonora Matancera                               | Seeco Records         |
| SCLP 9301 | El Bigote se Pone Romántico                                         | Seeco Records         |
| SCLP 9311 | Homenaje a la Madama                                                | Seeco Records         |
| SCLP 9317 | Festejando Navidad con Celia Cruz                                   | Seeco Records         |
| SCLP 9325 | Celia Cruz Interpreta: El Yerbero Moderno y La Sopa en Botella      | Seeco Records         |
| SCLP 9330 | Las 50 Navidades: Sonora Matancera                                  | Seeco Records         |
| SCLP 9338 | La Candela Matancera                                                | Seeco Records         |
| SCLP 9345 | Boleros con Celia Cruz                                              | Seeco Records         |
| SCCD 9899 | 75 Aniversario, 75 Canciones de la Sonora Matancera                 | Seeco Records         |
| TRLP 5010 | Señor Babalú - Miguelito Valdés                                     | Tropical Records      |
| TRLP 5092 | Besos de Fuego - Carmen Delia Dipiní                                | Tropical Records      |
| TRLP 5071 | Encores de Daniel Santos                                            | Tropical Records      |
| TRLP 5074 | La Rítmica Sonora Matancera                                         | Tropical Records      |
| TRLP 5087 | Una Caja de Éxitos                                                  | Tropical Records      |
| TRLP 5091 | Éxitos de Oro - Nelson Pinedo                                       | Tropical Records      |
| TRLP 5093 | Angustia - Bienvenido Granda                                        | Tropical Records      |
| TRLP 5177 | Presentando a Olga Chorens y Tony Álvarez                           | Tropical Records      |
| TRLP 5197 | Con Amor - Celia Cruz                                               | Tropical Records      |
| TRLP 5198 | Lo Mejor para Ustedes                                               | Tropical Records      |
| TRLP 5200 | Seré tu Amigo - Bienvenido Granda                                   | Tropical Records      |
| HQCD 79   | Live on the Radio 1952-1958                                         | Harlequin Records     |
| CD 1032   | Algo Nuevo de lo Añejo de la Sonora Matancera                       | Yumurí Records        |
| CUCD 1707 | La Sonora Matancera ¡En Vivo!                                       | Cubanacán Records     |
| CUCD 1708 | Joyas del Cine Mexicano                                             | Cubanacán Records     |
| B 226     | Celia Cruz con la Sonora Matancera En Vivo en Radio Progreso Vol. 1 | Bárbaro Records       |
| B 227     | Celia Cruz con la Sonora Matancera En Vivo en Radio Progreso Vol. 2 | Bárbaro Records       |
| B 228     | Celia Cruz con la Sonora Matancera En Vivo en Radio Progreso Vol. 3 | Bárbaro Records       |
| B 230     | Celia Cruz con la Sonora Matancera En Vivo en C.M.Q Vol.5           | Bárbaro Records       |
| TCD 045   | La Ola Marina                                                       | Tumbao Cuban Classics |
| TCD 096   | En C.M.Q "La Sonora Trae un Tono"                                   | Tumbao Cuban Classics |
| TCD 114   | Se Formó la Rumbantela                                              | Tumbao Cuban Classics |
| E 56002   | Las 100 Mejores con La Sonora Matancera Vol. 1                      | Discos Fuentes        |
| E 56016   | Las 100 Mejores con La Sonora Matancera Vol. 2                      | Discos Fuentes        |
| E 56019   | Las 100 Mejores con La Sonora Matancera Vol. 3                      | Discos Fuentes        |
| TUM 22    | En Grande!                                                          | Tumi Records          |
| YOY 1442  | The Originals La Sonora Matancera Vol. 1                            | EJD Records           |
| YOY 1842  | The Originals La Sonora Matancera Vol. 2                            | EJD Records           |

## Filmografía 1938-1961 (Cuba y México)
- Tam Tam o El origen de la rumba (1938)
- El ángel caído (1948)
- Escuela de modelos (1949)
- Música, mujeres y piratas (1950)
- Ritmos del Caribe o Borrasca (1950)
- La mentira (1952)
- Piel Canela (1953)
- A romper el coco (1954)
- Me gustan todas (1954)
- Una gallega en La Habana (1955)
- ¡¡Olé Cuba!! (1957)
- Amorcito corazón (1961)

## Cantantes
| Nombre                           | País de nacimiento   | Número de grabaciones | Año/s de grabación |
| Alberto Beltrán                  | República Dominicana | 8                     | 1954-1955          |
| Alberto Pérez                    | Cuba                 | 4                     | 1960               |
| Alfredito Valdés                 | Cuba                 | 2                     | 1947-1948          |
| Bienvenido Granda                | Cuba                 | 217                   | 1944-1954          |
| Bienvenido León                  | Cuba                 | 1                     | 1949               |
| Bobby Capó                       | Puerto Rico          | 12                    | 1952               |
| Carlos Argentino                 | Argentina            | 72                    | 1955-1971          |
| Carlos Manuel Díaz "Caíto"       | Cuba                 | 9                     | 1944-1984          |
| Carmen Delia Dipiní              | Puerto Rico          | 6                     | 1955               |
| Celia Cruz                       | Cuba                 | 188                   | 1950-1965          |
| Celio González                   | Cuba                 | 103                   | 1955-1965          |
| Chito Galindo                    | Uruguay              | 2                     | 1957               |
| Daniel Santos                    | Puerto Rico          | 70                    | 1948-1953          |
| Eladio Peguero "Yayo El Indio"   | Puerto Rico          | 44                    | 1971-1994          |
| Elliot Romero                    | Puerto Rico          | 10                    | 1966               |
| Emilio Domínguez "El Jarocho"    | México               | 3                     | 1961               |
| Estanislao Sureda "Laíto"        | Cuba                 | 12                    | 1954-1955          |
| Gladys Julio                     | Colombia             | 2                     | 1969               |
| Gloria Díaz                      | Cuba                 | 4                     | 1952               |
| Hermanas Lago                    | Cuba                 | 2                     | 1952               |
| Humberto Cané                    | Cuba                 | 2                     | 1945               |
| Israel del Pino                  | Cuba                 | 2                     | 1947               |
| Ismael Miranda                   | Puerto Rico          | 8                     | 1984               |
| Johnny López                     | Puerto Rico          | 2                     | 1957               |
| Jorge Maldonado                  | Puerto Rico          | 11                    | 1976-1981          |
| Justo Betancourt                 | Cuba                 | 18                    | 1966-1981          |
| Kary Infante                     | Cuba                 | 6                     | 1969               |
| Leo Marini                       | Argentina            | 48                    | 1951-1972          |
| Linda Leída                      | Cuba                 | 3                     | 1968               |
| Manuel Licea "Puntillita"        | Cuba                 | 1                     | 1951               |
| Martha Jean Claude               | Haití                | 1                     | 1952               |
| Máximo Barrientos                | Puerto Rico          | 7                     | 1968               |
| Miguel de Gonzalo                | Cuba                 | 6                     | 1947-1948          |
| Miguelito Valdés                 | Cuba                 | 28                    | 1951-1977          |
| Myrta Silva                      | Puerto Rico          | 4                     | 1949-1952          |
| Nelson Pinedo                    | Colombia             | 50                    | 1953-1958          |
| Olga Chorens                     | Cuba                 | 3                     | 1954               |
| Pepe Reyes                       | Cuba                 | 4                     | 1952               |
| Raúl del Castillo                | Cuba                 | 2                     | 1952               |
| Reynaldo Hierrezuelo "Rey Caney" | Cuba                 | 4                     | 1958               |
| Rodolfo Hoyos                    | Cuba                 | 5                     | 1954               |
| Tony Álvarez                     | Cuba                 | 3                     | 1954               |
| Tony Díaz                        | Cuba                 | 9                     | 1969               |
| Toña "La Negra"                  | México               | 4                     | 1974               |
| Vicentico Valdés                 | Cuba                 | 16                    | 1953-1958          |
| Víctor Piñero                    | Venezuela            | 4                     | 1958               |
| Welfo Gutiérrez                  | Cuba                 | 20                    | 1973-1976          |
| Willy Rodríguez "El Baby"        | Cuba                 | 21                    | 1960-1965          |
| Vicky Jiménez                    | Perú                 |                       | 1989-1992          |

## Congos de Oro
Otorgado en el Festival de Orquestas del Carnaval de Barranquilla:
| Año  | Trabajo nominado    | Categoría | Resultado |
| ---- | ------------------- | --------- | --------- |
| 1970 | La Sonora Matancera | Conjunto  | Ganador   |